# قطعنامه ۱۱۴۰ شورای امنیت
قطعنامه ۱۱۴۰ شورای امنیت سازمان ملل متحد که در تاریخ ۲۸ نوامبر ۱۹۹۷ تصویب شد، سندی بین‌المللی دربارهٔ بررسی وضعیت در یوگسلاوی سابق و جمهوری مقدونیه است. این قطعنامه طی نشست ۳۸۳۶ام با ۱۵ رای موافق، ۰ مخالف و ۰ ممتنع تصویب شد.